# Ochiai-Minami-Nagasaki (métro de Tokyo)
Ochiai-Minami-Nagasaki (落合南長崎駅, Ochiai-Minami-Nagasaki-eki) est une station du métro de Tokyo sur la ligne Ōedo dans l'arrondissement de Shinjuku à Tokyo. Elle est exploitée par le Bureau des Transports de la Métropole de Tokyo (Toei).

## Situation sur le réseau
La station Ochiai-Minami-Nagasaki est située au point kilométrique (PK) 33,7 de la ligne Ōedo.

## Histoire
La station a été inaugurée le 19 décembre 1997.

## Services aux voyageurs

### Accès et accueil
La station est ouverte tous les jours.
En moyenne, 25 251 voyageurs ont fréquenté quotidiennement la station en 2015.

### Desserte

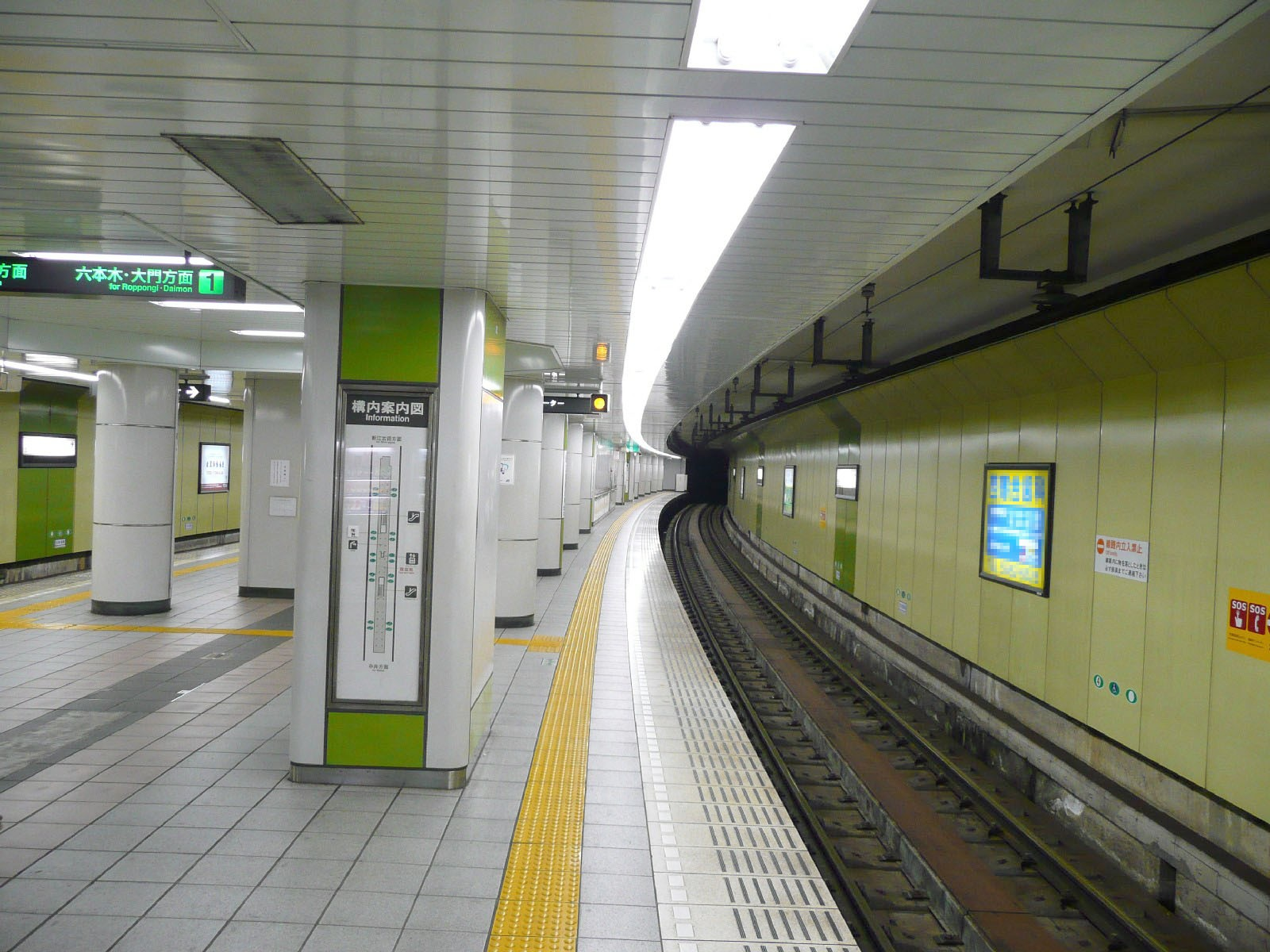
Quai de la station

Ligne Ōedo :
- voie 1 : direction Tochōmae
- voie 2 : direction Hikarigaoka